# Aurore Trayan
Aurore Trayan (Tolón, 11 de mayo de 1980) es una deportista francesa que compitió en tiro con arco, en las modalidades de arco recurvo y arco compuesto.
Ganó una medalla de oro en el Campeonato Europeo de Tiro con Arco al Aire Libre de 2008 y dos medallas en el Campeonato Europeo de Tiro con Arco en Sala de 2000.
Participó en los Juegos Olímpicos de Atenas 2004, ocupando el cuarto lugar en la prueba de equipo.

## Palmarés internacional
| Campeonato Europeo en Sala | Campeonato Europeo en Sala | Campeonato Europeo en Sala | Campeonato Europeo en Sala |
| Año                        | Lugar                      | Medalla                    | Prueba                     |
| -------------------------- | -------------------------- | -------------------------- | -------------------------- |
| 2000                       | Spała (Polonia)            | Medalla de plata           | Equipo                     |
| 2000                       | Spała (Polonia)            | Medalla de bronce          | Individual                 |

| Campeonato Europeo al Aire Libre | Campeonato Europeo al Aire Libre | Campeonato Europeo al Aire Libre | Campeonato Europeo al Aire Libre |
| Año                              | Lugar                            | Medalla                          | Prueba                           |
| -------------------------------- | -------------------------------- | -------------------------------- | -------------------------------- |
| 2008                             | Vittel (Francia)                 | Medalla de oro                   | Individual                       |